# Ne nourrissez pas les animaux

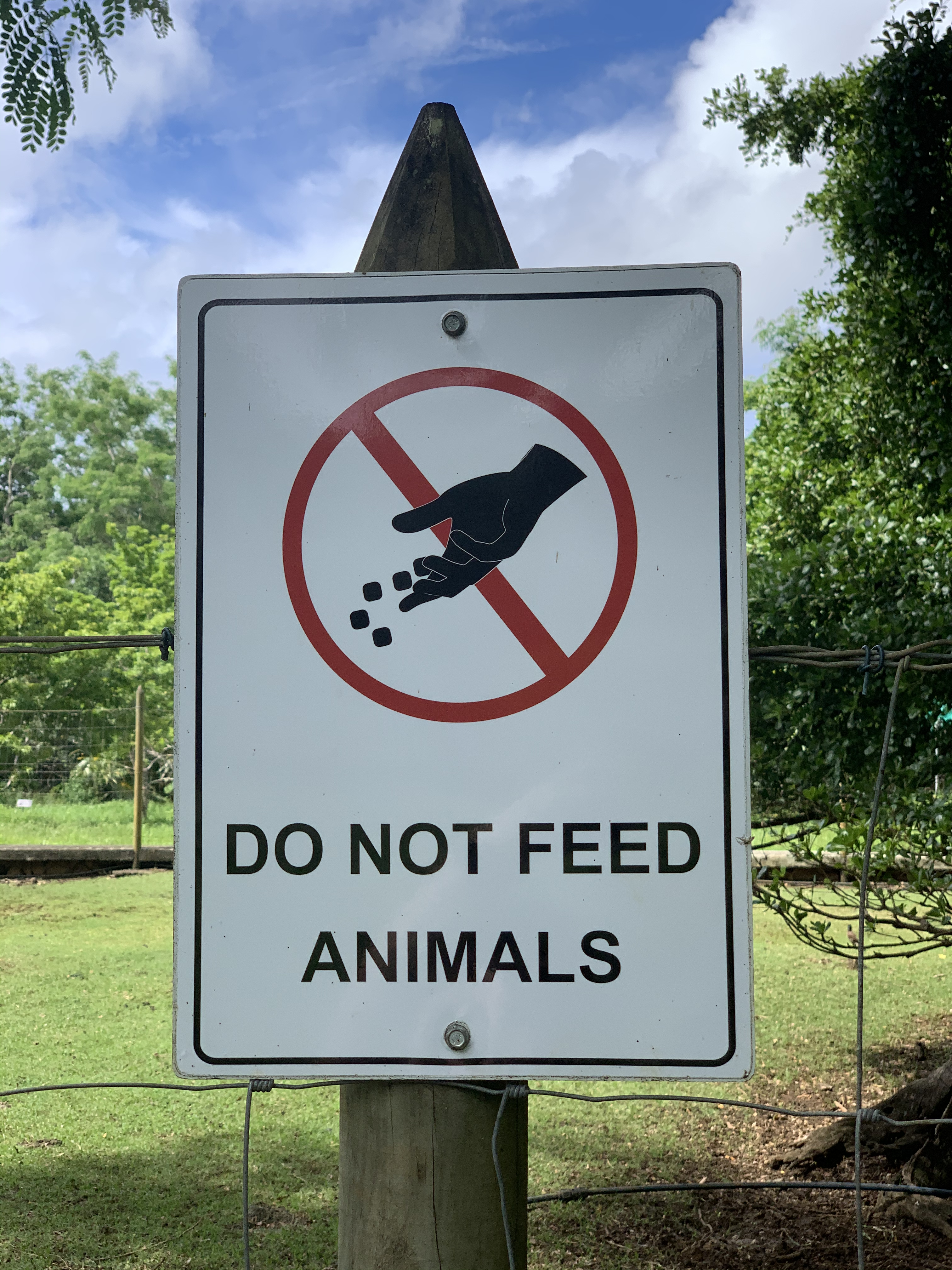
Panneau « Ne nourrissez pas les animaux » à Maurice.

« Ne nourrissez pas les animaux » est l'une des formulations les plus communes d'une injonction souvent adressée aux visiteurs et touristes dans les parcs naturels et zoologiques ou les autres sites pouvant permettre une interaction avec des animaux. Cette invitation à ne pas offrir d'aliments aux bêtes est généralement affichée sur des panneaux, parfois sous la forme d'un pictogramme, et peut par ailleurs être verbalement rappelée par le personnel de l'établissement concerné.
Cette consigne procède souvent de plusieurs considérations qui se recoupent. Le fait de nourrir les animaux peut d'abord compromettre la sécurité physique des visiteurs, surtout lorsque cela implique d'approcher d'animaux sauvages. Il met par ailleurs en danger les bêtes elles-mêmes, soit parce que la nourriture offerte risque d'être inappropriée de par sa nature ou sa quantité, soit parce qu'elle crée une accoutumance qui a elle-même ses inconvénients, un animal s'habituant aux humains étant souvent plus susceptible de s'approcher de lieux habités, de routes, ce qui augmente sa mortalité.
Certains zoos rendent publics les horaires auxquels le personnel nourrit les bêtes afin de permettre aux visiteurs d'observer sans risque des animaux se nourrissant.